# Sadjida Talfah
Sadjida Khairallah Talfah (en arabe : ساجدة خيرالله طلفاح, Sājidah Khayr Allāh Ṭilfāḥ), née le 24 juin 1937, est l'aînée des filles de Khairallah Talfah, oncle maternel de Saddam Hussein. Elle était professeur d'école primaire avant son mariage arrangé en 1963 avec ce même cousin Saddam, dont elle devint ainsi la première femme.
Le couple a eu cinq enfants : deux fils (Oudaï et Qusay), et trois filles (Raghad, Rana, et Hala).
Elle a été placée en maison d'arrêt en 1997, pour avoir comploté une tentative d'assassinat contre son fils Oudaï en décembre 1996. On peut mentionner qu'un an avant cela, son mari a lui-même fait assassiner deux de leurs gendres, Hussein Kamel al-Majid, mari de Raghad, et Saddam Kamel, mari de Rana. 
Depuis avril 2003, Sajida Talfah a fui l'Irak, en Syrie et au Qatar, même si sa résidence actuelle est inconnue.
En juillet 2004, elle a payé les services d'une équipe de quelque vingt juristes pour défendre son mari, l'ancien président irakien dans son procès pour crimes de guerre, crimes contre l'humanité et autres accusations. 
Sadjida est elle-même recherchée par la justice de son pays, accusée en Iraq de meurtre, vol, ordre de torture de ses ennemis, et autres crimes.